# Abbaye royale Notre-Dame de Lieu-Dieu
Pour les articles homonymes, voir Abbaye Notre-Dame.
Ne doit pas être confondu avec Abbaye du Lieu-Dieu (Beauchamps) ou Abbaye du Lieu-Dieu.
L’abbaye royale Notre-Dame de Lieu-Dieu est une abbaye fondée en 1197 par Richard Cœur de Lion pour les chanoines de l'ordre des Prémontrés, située en région Pays de la Loire, département de la Vendée, sur le territoire de la commune de Jard-sur-Mer.
Après deux cents ans d'opulence, l'abbaye connaît, au cours des deux siècles qui suivent, trois dévastations : en 1372, 1484 et 1568. Elle se relève à peine de ses ruines qu'en 1667, le général des Prémontrés ordonne l'annexion de ses biens et revenus au collège de l'ordre établi à Paris. L'union n'est effective qu'après plus de 60 ans de procès. En 1733, l'abbaye devient une exploitation agricole, vendue comme bien national en 1791.

## Historique
Bertrand de Got visite les lieux ; il est élu pape un mois plus tard sous le nom de Clément V. Il passe à l'abbaye la nuit du 30 avril au 1er mai 1305. Il y dort avec son entourage aux frais de l'abbé et le lendemain matin, entend la messe puis confirme et donne la tonsure à certains clercs.
Un document de 1372[Lequel ?] fait mention d'un pillage et d'un incendie de l'abbaye à l'époque où elle est reprise aux Anglais par les hommes du roi de France Charles V commandés par Bertrand du Guesclin.
Fin janvier 1484, année où la commende est introduite, les religieux de Lieu-Dieu procèdent à l'élection d'un nouvel abbé, René de La Tremblaye. Mais avant sa ratification, des envoyés de Jean de La Trémoille se présentent à la porte de l'abbaye réclamant pour ce dernier le titre d'abbé. Ils sont éconduits et reviennent avec deux cents hommes. L'abbaye connaît alors un nouveau pillage.
L'abbé récemment élu meurt et Jean de La Trémoille est nommé par le roi abbé commendataire. 
La paix d'Amboise, signée en mars 1563 par Louis de Condé, chef des protestants, et Anne de Montmorency, chef de l'armée catholique, supposée mettre fin à la première guerre des Religions, ne calme pas les esprits et les pillages et incendies de lieux de culte catholique se poursuivent. Les Calvinistes envahissent l'abbaye le 31 mars 1568. Il est écrit[Où ?] « Le dernier jour du mois de mars dernier, le dortouer ou couvent dudict lieu de Jard fut brusle avec la pluspart de l'église, après avoir piglé et saccagé tout ce qui estoit tant pour le service divin que ce qui appartenait à ses religieux et a luy » signé Philbert de Malain doyen de Mareuil et Nicolas Bregeron, curé de Jard.
Le « rapport sur l'état du Poitou » de 1664 mentionne un revenu de 30 000 livres. Il y indique la présence de 7 ou 8 religieux réformés et cite Gilbert de Clérembault, évêque de Poitiers, comme titulaire.
L'abbaye semble avoir retrouvé le calme et reprend ses activités lorsqu'en 1667, à Paris, le général des Prémontrés, Michel II de Colbert de Terron tente d'obtenir l'annexion de Lieu-Dieu. Un procès dure 60 ans et, le 17 août 1720, l'abbé général Claude-Honoré-Luc de Muin obtient du roi un arrêt ordonnant l'union des biens et revenus. Le sénéchal de Fontenay-le-Comte fait en février 1721 une visite minutieuse, dont il subsiste une description détaillée des bâtiments et un plan du domaine. 
À peine cet état des lieux établi, l'abbé général s'empare de l'abbaye, de tous ses meubles, titres et effets ; il fait enlever et vendre les lambris des chambres, les vitres, portes et même les gonds, les crucifix, les croix, les chandeliers, les orgues, les tableaux, le saint ciboire, l'encensoir et une partie de l'argenterie, le tout rapporte la somme de 10 000 livres. Ce n'est pas suffisant : l'année suivante, il fait vendre le pavé et certains piliers de pierre de la vieille nef, suivant un acte du 21 novembre déposé chez son notaire, les trois cloches, l'horloge, le jeu d'orgue et la tribune, les couvertures, ardoises, tuiles et charpentes des chapelles et d'autres bâtiments.
En 1733, l'abbaye est convertie en une exploitation agricole. Le 17 août 1790, le domaine de l'abbaye est divisé en 6 lots pour une vente aux enchères. Les affiches sont apposées le 28 mars 1791 ; le 4 mai suivant, le sieur Coppat, négociant des Sables-d'Olonne, achète l'abbaye. Il vend aux entrepreneurs du pays tous les matériaux susceptibles d'être utilisés, notamment les revêtements de pierre de taille des contreforts de l'abbatiale, du réfectoire des convers et du chauffoir.
En janvier 2012, monsieur et madame Alain du Peloux font l'acquisition de l'abbaye. Depuis lors, ils s'emploient, avec leurs enfants, à la restaurer et l'ouvrent à la visite en 2013.

## Iconographie
L'« abbaye de Jart » est représentée sur une estampe de 1860 par Octave de Rochebrune (En ligne sur gallica).

## Protection
Les vestiges de l'abbaye soit le grand bâtiment avec cave, la salle du chapitre avec escalier, ce qui subsiste des églises abbatiale et paroissiale sont inscrits partiellement au titre des monuments historiques le 12 avril 1927.